# Jardin d'enfants de la rue du Simplon
Le jardin d'enfants de la rue du Simplon est un espace vert du 18e arrondissement de Paris, en France.

## Situation et accès
Le site est accessible par le 34, rue du Simplon.
Il est desservi par la ligne 4 à la station Simplon.

## Origine du nom
Il doit son nom à la proximité de la rue du Simplon.

## Historique
Le jardin est créé en 1974.